# Pernille Schnoor
Pernille Schnoor (født 20. januar 1967) er en dansk politiker, ekstern lektor, gymnasielærer og tidligere medlem af Folketinget.

## Baggrund
Schnoor er uddannet Ph.d. i marketing fra Copenhagen Business School og har derudover en kandidat i kommunikation fra RUC. Hun har sad i kommunalbestyrelsen for Hørsholm Kommune fra 1. januar 2010 til 31. august 2016.
Her var hun formand for Børne- og Skoleudvalget samt medlem af Økonomiudvalget og næstformand af Sundhedsudvalget.
I 2013-2018 var Schnoor valgt af kommunalbestyrelsen som medlem af bestyrelsen for Rungsted Gymnasium. 
Schnoor er bosat i Nordsjælland og har to børn.

## Politisk karriere
Schnoor blev valgt for Socialdemokraterne ved Folketingsvalget 2015.
Her modtog hun 3.811 personlige stemmer i Nordsjællands Storkreds og vandt partiets tredje mandat i kredsen.
Den 24. april 2016 meddelte hun at hun forlod Socialdemokraterne til fordel for Alternativet.
Schnoor gav som grund at hun ikke var enig i politikken og hun "havde håbet, at Mette Frederiksen ville dreje partiet over i en mere humanistisk retning." Hun havde ingen ordførerposter for Socialdemokraterne.
Ved regionsrådsvalget i 2017 stillede hun op for Alternativet. Her blev hun tredje suppleant til regionsrådet for Region Hovedstaden.
I 2019 stillede hun ikke op til Folketinget, og hun mistede dermed sit mandat.